# Federación Uruguaya de Basketball
La Federación Uruguaya de Basketball, también conocida por su acrónimo FUBB, es el organismo rector del básquetbol en el Uruguay.

## Historia
La Federación Uruguaya de Basketball fue fundada en 1915 y tuvo como primer presidente a Federico Crocker.
El básquetbol estaba en un segundo plano en Uruguay a causa de la gran popularidad del fútbol, pero esto no impidió que en los Juegos Olímpicos de 1936 en Berlín la selección de básquetbol de Uruguay obtuviera el sexto puesto, lo que ayudó a aumentar la popularidad del deporte en el país. En ese mismo año, la FUBB se convirtió en miembro de la FIBA.
Con el paso de los años, el básquetbol se consolidó como el segundo deporte en la preferencia de los uruguayos, lo que permitió la supervivencia de la FUBB con plena vigencia. A pesar de la castellanización de la palabra "basketball" como "Básquetbol", la Federación nunca cambió su denominación, a diferencia de lo que ocurrió, por ejemplo, con la Asociación Uruguaya de Fútbol.
Entre los logros más importantes del equipo de básquetbol uruguayo se destacan la obtención de medallas de bronce en los Juegos Olìmpicos de 1952 y 1956, en Helsinki y Melbourne respectivamente, así como varios campeonatos sudamericanos y participaciones en torneos panamericanos y mundiales.
En el plano local, en 2003, la FUBB funda la Liga Uruguaya de Básquetbol, el torneo más importante del básquetbol a nivel nacional, con la intención de unir a los equipos más importantes de todo el país en una sola competición. Hasta ese entonces los clubes participaban de torneos federales o regionales. A su vez, posteriormente se creó la Liga Femenina de Básquetbol, para también profesionalizar la práctica femenina del deporte.

## Escudo
El escudo de la Federación Uruguaya de Basketball, se compone de un rectángulo vertical en el cual aparecen cuatro franjas azules y cinco blancas, en representación del pabellón patrio. En la esquina superior izquierda de este, se encuentra una figura geométrica amarilla en la que aparecen las siglas "FUBB" diagramadas en sentido vertical y en color azul.

## Presidentes
Lista cronológica de los presidentes de la FUBB.
| Periodo | Nombre                           |
| ------- | -------------------------------- |
| 1915    | Federico Crocker                 |
| 1916    | Orestes Volpe                    |
| 1917    | José Pigni                       |
| 1918    | José Rodríguez Pacios            |
| 1919    | Héctor Danero                    |
| 1922    | Juan Lagomarsino                 |
| 1930    | Pablo Luis Perazzo               |
| 1934    | Carlos Riviere Podestá           |
| 1937    | Héctor Paysse Reyes              |
| 1938    | Raúl Blengio Salvo               |
| 1939    | José Martinelli Gómez            |
| 1940    | Hugo Méndez Schiaffino           |
| 1942    | Ruano Fournier                   |
| 1946    | Juan Aldo Siccardi               |
| 1948    | Hugo Méndez Schiaffino           |
| 1950    | Francisco Figueroa Serantes      |
| 1951    | José Chávez Miranda              |
| 1952    | Francisco Figueroa Serantes      |
| 1955    | Pablo Pesce Barceló              |
| 1957    | Washington Fradiletti            |
| 1960    | Justo J. Orozco                  |
| 1964    | Omar Freire                      |
| 1965    | Alberto Casal                    |
| 1966    | Alberto Rossello                 |
| 1981    | Federico Slinger                 |
| 1997    | Ernesto Pereyra                  |
| 1998    | Germán Paz                       |
| 2002    | Luis Alberto Castillo            |
| 2016    | Ricardo Vairo                    |
| 2023    | Hector Assir (Presidente actual) |

## Torneos organizados

### Básquetbol masculino
La Liga Uruguaya de Básquetbol es el torneo más importante de la FUBB, y se disputa desde 2003. El Campeonato Federal fue disuelto para crear la Liga Uruguaya de Básquetbol, que en su primer año se disputó simultáneamente con el Torneo Federal, para luego jugarse solamente el nuevo formato, que tenía como objetivo realizarle cambios a la competición y poder integrar a los equipos del interior, mientras que el Federal solo incluía equipos de la capital.
Este sistema de ligas tiene como principal objetivo agrupar al básquetbol profesional y amateur bajo una misma organización. Se compone de tres divisionales: la Liga Uruguaya de Básquetbol, la Liga Uruguaya de Ascenso y la Divisional Tercera de Ascenso. Hay ascensos y descensos entre las tres divisionales.
La siguiente es una lista de los equipos que disputan los campeonatos oficiales en sus respectivas categorías durante la Temporada 2022:
| Liga Uruguaya de Básquetbol 2022/23 (13 equipos) | Liga Uruguaya de Básquetbol 2022/23 (13 equipos) | Liga Uruguaya de Básquetbol 2022/23 (13 equipos) | Liga Uruguaya de Básquetbol 2022/23 (13 equipos) |
|                                                  |                                                  | Equipo                                           | Localía                                          |
| ------------------------------------------------ | ------------------------------------------------ | ------------------------------------------------ | ------------------------------------------------ |
|                                                  |                                                  | Aguada                                           | Montevideo                                       |
|                                                  |                                                  | Biguá                                            | Montevideo                                       |
|                                                  |                                                  | Defensor Sporting                                | Montevideo                                       |
|                                                  |                                                  | Hebraica Macabi                                  | Montevideo                                       |
|                                                  |                                                  | Goes                                             | Montevideo                                       |
|                                                  |                                                  | Larre Borges                                     | Montevideo                                       |
|                                                  |                                                  | Malvín                                           | Montevideo                                       |
|                                                  |                                                  | Nacional                                         | Montevideo                                       |
|                                                  |                                                  | Olimpia                                          | Montevideo                                       |
|                                                  |                                                  | Peñarol                                          | Montevideo                                       |
|                                                  |                                                  | Trouville                                        | Montevideo                                       |
|                                                  |                                                  | Urunday Universitario                            | Montevideo                                       |
|                                                  |                                                  | Urupan                                           | Canelones                                        |

| Liga Uruguaya de Ascenso 2022 (14 equipos) | Liga Uruguaya de Ascenso 2022 (14 equipos) | Liga Uruguaya de Ascenso 2022 (14 equipos) | Liga Uruguaya de Ascenso 2022 (14 equipos) |
|                                            |                                            | Equipo                                     | Localía                                    |
| ------------------------------------------ | ------------------------------------------ | ------------------------------------------ | ------------------------------------------ |
|                                            |                                            | 25 de Agosto                               | Montevideo                                 |
|                                            |                                            | Capitol                                    | Montevideo                                 |
|                                            |                                            | Colón                                      | Montevideo                                 |
|                                            |                                            | Cordón                                     | Montevideo                                 |
|                                            |                                            | Lagomar                                    | Canelones                                  |
|                                            |                                            | Larrañaga                                  | Montevideo                                 |
|                                            |                                            | Miramar                                    | Montevideo                                 |
|                                            |                                            | Olivol Mundial                             | Montevideo                                 |
|                                            |                                            | San Telmo Rápido Sport                     | Montevideo                                 |
|                                            |                                            | Sayago                                     | Montevideo                                 |
|                                            |                                            | Stockolmo                                  | Montevideo                                 |
|                                            |                                            | Tabaré                                     | Montevideo                                 |
|                                            |                                            | Unión Atlética                             | Montevideo                                 |
|                                            |                                            | Verdirrojo                                 | Montevideo                                 |

| Divisional Tercera de Ascenso 2022 (13 equipos) | Divisional Tercera de Ascenso 2022 (13 equipos) | Divisional Tercera de Ascenso 2022 (13 equipos) | Divisional Tercera de Ascenso 2022 (13 equipos) |
|                                                 |                                                 | Equipo                                          | Localía                                         |
| ----------------------------------------------- | ----------------------------------------------- | ----------------------------------------------- | ----------------------------------------------- |
|                                                 |                                                 | Albatros                                        | Montevideo                                      |
|                                                 |                                                 | Atenas                                          | Montevideo                                      |
|                                                 |                                                 | Auriblanco                                      | Montevideo                                      |
|                                                 |                                                 | Bohemios                                        | Montevideo                                      |
|                                                 |                                                 | Capurro                                         | Montevideo                                      |
|                                                 |                                                 | Deportivo Paysandú                              | Montevideo                                      |
|                                                 |                                                 | Juventud                                        | Canelones                                       |
|                                                 |                                                 | Layva                                           | Montevideo                                      |
|                                                 |                                                 | Montevideo                                      | Montevideo                                      |
|                                                 |                                                 | Marne                                           | Montevideo                                      |
|                                                 |                                                 | Reducto                                         | Montevideo                                      |
|                                                 |                                                 | Welcome                                         | Montevideo                                      |
|                                                 |                                                 | Yale                                            | Montevideo                                      |

### Torneos extintos
- Campeonato Federal
- Campeonato Federal de Segunda de Ascenso
- Campeonato Federal de Tercera de Ascenso

### Equipos desaparecidos o desafiliados
| - ACJ - Atahualpa Oxford - Aurinegro - Barcelona - Barrio Obrero - Blue Star - Buceo - Caua - Central F.C. - Cerrito - Cyssa Maroñas - CS Cutcsa - Defensor (fusionado con Sporting en Defensor Sporting) - Defensores de Maroñas - Deportivo Uruguayo - Deseret - Domingo Savio - Don Orione | - El Faro - El Tanque Sisley - Fortitudo - Hindú - León XIII (actual club Reducto) - Libertad Colón - Marconi - Montevideo Basketball Club - Montevideo Wanderers - Nacional de Regatas - Naga - Neptuno - Las Bóvedas - Liverpool - Miramar BBC - Mundial (fusionado con Olivol formando Olivol Mundial) - Olimpic Belgrano - Oxford (luego fusionado con CSyD Atahualpa formando Atahualpa Oxford) - Pando - Paysandú (Montevideo) - Piratas | - Plaza N.º 3 - Perseo - Progreso (Luego fusionado, actualmente Sayago) - Racing - Rápido Sport - Regatas - River Plate - Sisley (fusión con El Tanque en El Tanque Sisley) - Sporting (fusión con Defensor en Defensor Sporting) - Springfield - Sud América - Uruguay - Unión - Unión Santa Rosa - Velsen |

### Básquetbol femenino
Liga Femenina de Básquetbol es la máxima divisional del básquetbol femenino, la cual se inauguró en 2017. Hasta ese entonces, se disputaba (al igual que en el básquetbol masculino), el Torneo Metropolitano Femenino.
Su sistema de disputa es muy similar al de la Liga Uruguaya de Básquetbol. En su primera temporada, participaron ocho equipos: Albatros, Capurro, Cordón, Defensor Sporting, Deportivo Paysandú, Goes, Malvín y Nacional. Actualmente el número de competidores ascendió a 12.
La siguiente es una lista de los equipos que disputan el único campeonato oficial durante la Temporada 2022:
| \| Liga Femenina de Básquetbol 2022 (12 equipos) \| Liga Femenina de Básquetbol 2022 (12 equipos) \| \| Equipo \| Localía \| \| --------------------------------------------- \| --------------------------------------------- \| \| 25 de Agosto \| Montevideo \| \| Aguada \| Montevideo \| \| Defensor Sporting \| Montevideo \| \| Deportivo Paysandú \| Montevideo \| \| Hebraica Macabi \| Montevideo \| \| Juventud \| Canelones \| \| Lagomar \| Canelones \| \| Malvín \| Montevideo \| \| Montevideo \| Montevideo \| \| Remeros \| Soriano \| \| Urunday Universitario \| Montevideo \| \| Yale \| Montevideo \| |            |
| Liga Femenina de Básquetbol 2022 (12 equipos) |            |
| Equipo | Localía    |
| 25 de Agosto | Montevideo |
| Aguada | Montevideo |
| Defensor Sporting | Montevideo |
| Deportivo Paysandú | Montevideo |
| Hebraica Macabi | Montevideo |
| Juventud | Canelones  |
| Lagomar | Canelones  |
| Malvín | Montevideo |
| Montevideo | Montevideo |
| Remeros | Soriano    |
| Urunday Universitario | Montevideo |
| Yale | Montevideo |

## Palmarés

### Selección absoluta

#### Nivel mundial
- Juegos Olímpicos

 Bronce (2): 1952, 1956.
- Campeonato del Mundo

Sin medallas

#### Nivel continental
- Campeonato FIBA Américas

 Plata: 1984.
- Juegos Panamericanos

 Bronce: 2007.
- Campeonato Sudamericano

 Oro (11): 1930, 1932, 1940, 1947, 1949, 1953, 1955, 1969, 1981, 1995, 1997.
 Plata (13): 1937, 1939, 1942, 1943, 1945, 1958, 1961, 1968, 1971, 1977, 1985, 2006, 2008.
 Bronce (10): 1935, 1938, 1941, 1963, 1976, 1979, 1983, 1989, 2003, 2010, 2012,    2016.